# Construcció amb regle i compàs

Creació d'un hexàgon regular amb regle i compàs

Construcció d'un pentàgon regular

La construcció amb regle i compàs correspon a la construcció de longituds i angles emprant només un regle i un compàs.
Es considera el regle de longitud infinita (amb només un extrem) i que no conté cap marca. A més a més, en relació al compàs, es considera que no es pot emprar per traslladar distàncies. Com si en separar-lo del paper es tanqués de sobte perdent la distància marcada.

## Eines per a la construcció amb regle i compàs

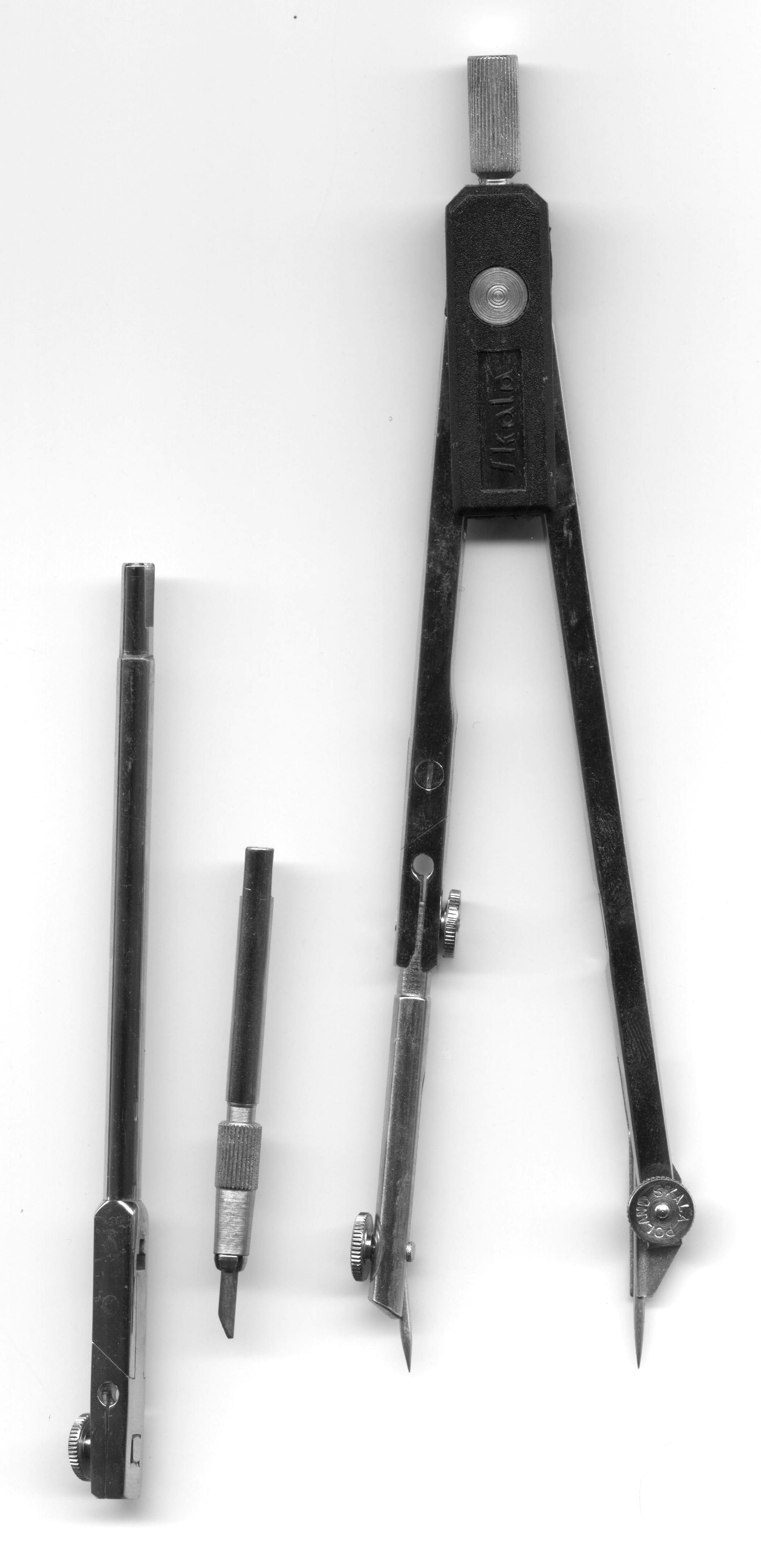
Un compàs

El "compàs" i el "regle" de les construccions amb regle i compàs tenen unes certes restriccions en relació als existents en el món real: 
- El regle és de longitud infinita amb un únic extrem, i no té marques. Només es pot emprar per dibuixar un segment entre dos punts que ja existeixen o per estendre una línia ja existent.
- El compàs pot obrir-se en una mida arbitrària però només és possible d'obrir-lo a les mides que ja s'han construït. A més a més, en separar-lo del paper el compàs es tanca per la qual cosa no és possible emprar-lo per transportar la distància.

La construcció de figures amb aquestes dues eines es basen en la geometria d'Euclides. La geometria euclidiana es basa en un sistema d'axiomes que asseguren que sempre és possible construir una recta que passa per dos punts i que sempre és possible traçar un cercle amb un centre donat que passi per un punt donat. D'aquí la construcció amb regle i compàs.
Una de les raons per les quals tenen interès les construccions amb regle i compàs és que no totes les figures geomètriques i no totes les longituds són construïbles. Així, per exemple, mentre que és possible construir pentàgons i hexàgons amb regle i compàs no és possible construir un enneàgon (polígon de 9 costats). De la mateixa manera, tot i que és construïble l'arrel de 2, no és possible construir el nombre e.
A més a més, hi ha tres problemes clàssics que no es poden resoldre amb regle i compàs. Aquests problemes es formulen a continuació.
- La quadratura del cercle: dibuixar un quadrat amb la mateixa àrea que un cercle donat.
- Duplicació del cub: donat un cub, dibuixar-ne un altre que tingui el doble del volum que el del cub donat.
- Trisecció de l'angle: dividir un angle donat en tres parts iguals.

Fins al segle xix no es va poder demostrar que aquests problemes no tenien solució amb regle i compàs, tot i ser coneguts des de molt antic. Pierre Wantzel va demostrar l'any 1837 que no tenien solució els de la duplicació d'un cub i la trisecció d'un angle. La impossibilitat de la quadratura del cercle va ser provada formalment l'any 1882 per Ferdinand von Lindemann.

## Les construccions bàsiques

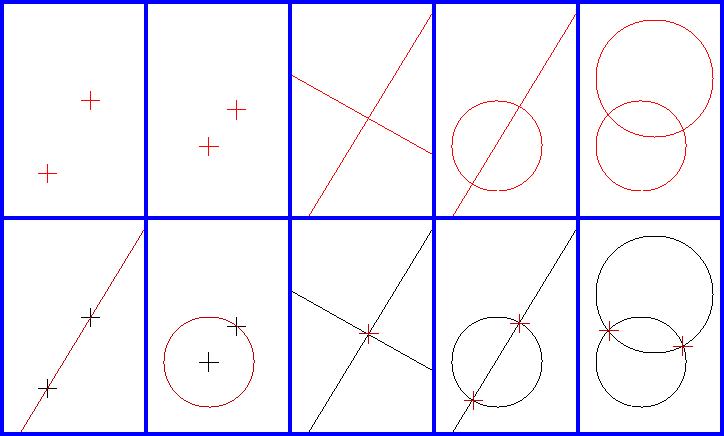
Les construccions bàsiques

Totes les construccions amb regle i compàs consisteixen en l'aplicació repetida d'un conjunt de cinc construccions bàsiques a partir de punts, rectes i cercles que ja s'han construït. Aquestes cinc construccions són les següents: 
- Creació d'una línia entre dos punts ja existents

- Creació d'un cercle amb centre en un punt i que passi per un altre punt

- Creació del punt que es troba a la intersecció de dues línies no paral·leles ja existents

- Creació d'un punt o dels dos punts que es troben en la intersecció d'una recta i un cercle (en el cas que s'intersequin)

- Creació d'un o dels dos punts que es troben en la intersecció de dos cercles (en el cas que s'intersequin)

## Algunes construccions

### Paral·leles i perpendiculars
Recta paral·lela (construir una recta paral·lela al segment (AB) que passi pel punt C): 
Construïm el quart punt del paral·lelogram ABCX dibuixant un arc de cercle amb centre C i radi AB i un arc de cercle de centre A i amb radi BC. El punt on es tallen els dos arcs és el punt X. La recta paral·lela és la que passa per C i X.
Recta perpendicular (construir la perpendicular de la recta (AB) que passa pel punt C): 
Construïm primer el punt simètric a C respecte de la recta AB. Aquest punt correspon a la intersecció del cercle amb centre A i radi (AC), i el cercle de centre B i radi (BC). Si anomenem aquest punt C', aleshores cal traçar la recta que passa per C i C'. Aquesta recta és la recta perpendicular.

### Mediatriu d'un segment

Construcció de la mediatriu amb regle i compàs

Mediatriu d'un segment (AB) (correspon a la recta perpendicular al segment que passa pel punt mitjà entre A i B): 
Primer construïm una circumferència (o un arc) amb centre A i que passi per B. Després construïm una circumferència (o un arc) amb centre B i que passi per A. Anomenem C i D els punts on aquestes dues circumferències s'intersequen. Finalment construïm la recta que passa per C i D. Aquesta recta és la mediatriu del segment (AB).

### Bisectriu d'un angle
Bisectriu d'un angle (parlant amb propietat, caldria dir-ne la bisectriu d'un sector circular i correspon a l'eix de simetria del sector): 
La construcció es detalla a continuació. Suposem que l'angle ve determinat per dos segments que es tallen en un punt que anomenem O:
- Fem uns arcs de circumferència de radi arbitrari centrats en el punt on es tallen els dos segments (el punt O) i que intersequin amb els segments. Siguin A i B els punts d'aquestes interseccions.
- Fem un arc centrat en una de les interseccions (per exemple, seleccionem A) i de radi (AB), i en fem un altre centrat en l'altra intersecció (en aquest cas B) i de radi (AB). Anomenem C a la intersecció dels dos arcs.
- Unim la intersecció dels dos arcs (el punt C) amb el punt on es tallen els dos segments (el punt O)..

### Construccions en els triangles
Les bisectrius, mediatrius, alçades, medianes, cercle d'Euler i recta d'Euler són construïbles amb regle i compàs.

### Polígons
És possible construir diversos polígons que tinguin tots els costats iguals i que es trobin inscrits en un cercle. Són construïbles, per exemple, el triangle, el quadrat, el pentàgon, l'hexàgon, l'octàgon però no ho són ni l'heptàgon ni l'enneàgon.
Per exemple, començant a partir de l'estat mínim d'un dibuix, amb dos punts diferents, es pot crear una línia o dos cercles. A partir dels dos cercles es creen dos nous punts a partir de les seves interseccions. Les línies dibuixades entre els dos punts originals i un d'aquests nous punts completen la construcció d'un triangle equilàter.
Per tant, en qualsevol problema geomètric tenim un conjunt inicial de símbols (punts i línies), un algorisme i alguns resultats. Des d'aquesta perspectiva la geometria és equivalent a un àlgebra axiomàtica, substituint els seus elements per símbols. Probablement Gauss va ser el primer que se'n va adonar d'això i ho va utilitzar per provar la impossibilitat d'algunes construccions geomètriques. No va ser fins a molt més tard que Hilbert va trobar un conjunt complet d'axiomes per a la geometria.

## Longituds i punts construïbles

Trisecar un segment amb regle i compàs.

Suposem que tenim un algorisme que dona un punt com a resultat. Aquest punt ha de ser donat sempre com a intersecció de dues línies (o una línia i un cercle o dos cercles. Veure les operacions elementals esmentades prèviament), però hi ha un nombre infinit de punts en l'espai euclidià clàssic.
Malgrat l'algorisme que s'utilitzi, només es poden realitzar un nombre finit de passos. Per tant, és igual l'algorisme que utilitzem, sempre hi haurà punts que no es poden marcar creuant dues línies (el mateix passa si marquem els punts com a intersecció d'una línia i un cercle o de dos cercles).

### Prova formal
Hi ha diferents maneres de provar que alguna hipòtesi és impossible. Una prova molt rigorosa seria marcar el límit del possible i mostrar que per resoldre aquestes hipòtesis cas passar aquest límit. La majoria de les construccions possibles es troba a intercept theory.
Es pot associar una àlgebra a la nostra geometria utilitzant un sistema de coordenades cartesià format per dues línies i que representa els punt del pla mitjançant vectors. Aquests vectors es poden escriure en forma de nombres complexos.
Utilitzant equacions per definir línies i cercles, es pot veure que els punts en què s'intersequen cauen en una extensió quadràtica (teoria de Kummer) del menor cos F contenint dos punts en la línia, el centre del cercle, i el radi del cercle. Això vol dir que són de la forma x +y√k, on x, y, i k són de F.
Com que el cos dels punts construïbles és tancat per arrels quadrades, conté tot els punts que es poden obtenir mitjançant una seqüència finita d'extensions quadràtiques del cos dels nombres complexos amb coeficients racionals. El paràgraf anterior mostra que qualsevol punt construïble es pot obtenir a partir d'una seqüència d'extensions d'aquest tipus. Com a corol·lari es prova que el grau del polinomi mínim per a un punt construïble (i per tant per a una longitud construïble) és una potència de 2. En particular qualsevol punt construïble (o longitud) és un nombre algebraic.

## Angles construïbles
Hi ha una bijecció entre els angles que són construïbles i els punts que són construïbles en un cercle. Els angles que són construïbles formen un grup abelià amb la suma mòdul 2π (que correspon a la multiplicació dels punts en el cercle unitat dins dels nombres complexos. Els angles construïbles són exactament aquells que tenen com a tangent trigonomètrica (o equivalentment sinus o cosinus) un nombre construïble. Per exemple el heptadecàgon és construïble perquè
{\displaystyle \cos {\left({\frac {2\pi }{17}}\right)}=-{\frac {1}{16}}\;+\;{\frac {1}{16}}{\sqrt {17}}\;+\;{\frac {1}{16}}{\sqrt {34-2{\sqrt {17}}}}\;+\;{\frac {1}{8}}{\sqrt {17+3{\sqrt {17}}-{\sqrt {34-2{\sqrt {17}}}}-2{\sqrt {34+2{\sqrt {17}}}}}}}
tal com va demostrar Gauss.
El grup dels angles construïbles és tancat per l'operació que disecciona els angles (que correspon a fer l'arrels quadrades). Els únics angles d'ordre finit que es poden construir començant amb dos punts són aquells tal que el seu ordre és una potència de dos o el producte d'una potència de dos i un conjunt de diferents nombres primers de Fermat. A més a més hi ha un conjunt dens d'angles construïbles d'ordre infinit.

## Construccions amb regle i compàs com a aritmètica complexa
Donat un conjunt de punts del pla euclideà, seleccionant-ne un que anomenarem 0 i un altre que anomenarem 1, junt amb un conjunt arbitrari d'orientacions permet considerar els punts com un conjunt de nombres complexos.
En qualsevol interpretació d'un conjunt de punts com a nombres complexos els punts construïbles usant una construcció amb regle i compàs vàlida són precisament els elements del cos més petit que conté el conjunt original de punts i és tancat per l'operació de conjugació i l'operació arrel quadrada (per tal d'evitar ambigüitats cal especificar que l'arrel quadrada és amb argument complex menor que π). Els elements d'aquest cos són precisament aquells que poden ser expressats com una fórmula en els punts inicials utilitzant únicament les operacions de suma, resta, multiplicació, divisió, conjugat d'un complex, i arrel quadrada, que és un conjunt numerable i dens del pla. Cadascuna de les sis operacions corresponen a una construcció amb regle i compàs. A partir d'una fórmula és automàtic fer la construcció del punt corresponent mitjançant la combinació de les diferents construccions per cadascuna de les operacions aritmètiques. Si donat un determinat conjunt de punts s'utilitzen construccions més eficients es poden abreujar els càlculs.
Equivalentment (i sense necessitat d'agafar dos punts arbitraris) es pot afirmar que triada una determinada orientació, un conjunt de punts determina un conjunt de raons complexes donades per les raons de les diferències entre qualsevol parell del punts. D'aquest conjunt de raons el subconjunt de raons construïbles utilitzant regle i compàs és precisament el mínim cos que conté les raons originals i és tancat per les operacions arrel quadrada i càlcul del conjugat d'un nombre complex.
Per exemple la part real, la part imaginària i el mòdul d'un punt o raó z (prenent un dels dos punts anteriors) són construïbles si es poden expressar com
{\displaystyle \mathrm {Re} (z)={\frac {z+{\bar {z}}}{2}}\;}
{\displaystyle \mathrm {Im} (z)={\frac {z-{\bar {z}}}{2i}}\;}
{\displaystyle \left|z\right|={\sqrt {z{\bar {z}}}}.\;}
La duplicació del cub i la trisecció de l'angle (excepte per angles especials tal que qualsevol φ tal que φ/6π és un nombre racional amb denominador el producte d'una potència de dos i un conjunt de nombres primers de Fermat diferents) requereixen raons que siguin solucions d'unes equacions cúbiques, mentre que, la quadratura del cercle requereix que la raó que sigui un nombre transcendent. Cap d'aquests es troben en els cossos descrits, per tant, no existeix cap construcció amb regle i compàs per aquests problemes

## Construccions impossibles

### Quadratura del cercle
El problema més famós va ser la quadratura del cercle on es demana construir un quadrat amb la mateixa àrea que un cercle donat utilitzant únicament regle i compàs. S'ha demostrat la irresolubilitat de la quadratura del cercle, ja que aquesta construcció inclouria generar raons transcendents, com per exemple, {\displaystyle 1/{\sqrt {\pi }}}. Només algunes raons algebraiques es poden construir amb regle i compàs, per exemple aquelles construïdes a partir d'enters amb un nombre finit de passos, on en cada pas només es poden fer les operacions de la suma, resta, multiplicació, divisió i arrel quadrada. La frase "quadrar el cercle" s'utilitza de manera metafòrica per expressar "fer l'impossible".
Sense la restricció de tenir únicament un regle i un compàs el problema es resol amb facilitat mitjançant una àmplia varietat de mètodes geomètrics i algebraics i ja havia estat resolt a l'antiguitat.

### Duplicació del cub
La duplicació del cub: usant només regle i compàs cal construir el costat d'un cub que tingui el doble de volum que un donat. Això és impossible, ja que l'arrel quadrada de 2 és un nombre algebraic i no pot ser calculat a partir d'enters utilitzant la suma, resta, multiplicació, divisió i arrel quadrada. Això és degut al fet que el polinomi mínim en els racionals té grau 3. Aquesta construcció és possible utilitzant un regle amb dues marques i un compàs.

### Trisecció de l'angle
Trisecció de l'angle: utilitzant únicament regle i compàs cal construir un angle que sigui la tercera part d'un altre angle arbitrari donat. Aquest problema és, en general, irresoluble amb regle i compàs. Per exemple, l'angle de π/3 radians (60°) no es pot triseccionar, en canvi el de 2π/5 radians (72°) sí que es pot.

## Construcció de polígons regulars
Alguns polígons regulars (e.g. un pentàgon) són fàcils de construir amb regle i compàs, en canvi d'altres no. Això porta a demanar-se si és possible construir amb regle i compàs tots els polígons regulars.
El 1796 Carl Friedrich Gauss va demostrar que es pot construir amb regle i compàs un polígon de n costats si els factors primers senars de n són diferents dels nombres primers de Fermat. Gauss va conjecturar que aquesta condició era també necessària, però no ho va demostrar. Qui sí que ho va fer va ser Pierre Wantzel el 1837.

## Construint només amb regle o només amb compàs
Segons el teorema de Mohr-Mascheroni és possible construir qualsevol cosa únicament amb un compàs si es pot construir amb regle i compàs. És impossible extreure l'arrel quadrada únicament amb regle, per tant algunes coses que no es poden construir amb un regle han de poder-se construir amb el compàs; però (pel teorema Poncelet-Steiner) donat un cercle i el seu centre es poden construir.

## Construccions ampliades

### Geòmetres destacables
Arquimedes i Apol·loni van fer construccions utilitzant aquest tipus de regle. Això els va permetre, per exemple, agafar un segment lineal, dues línies (o cercles) i un punt; i llavors dibuixar una línia que passa per un punt donat i interseca les dues línies, i de tal manera que la distància entre els punt d'intersecció és igual al segment donat. Els grecs van anomenar-ho neusis ("inclinació", "tendència" o "adjacència"), ja que la nova línia tendeix al punt.
Aquesta construcció exté la geometria més enllà dels Elements d'Euclides. Euclides no té cap axioma, i no pot provar cap teorema, tal que aquestes línies convergents ni tan sols existeixin, per tant no les pot utilitzar per a les seves construccions. En aquesta extensió de la geometria d'Euclides, qualsevol distància es pot construir si la raó (quocient) entre aquesta i una altra distància existent és la solució d'una equació cúbica o una equació quàrtica.
La resolució de la duplicació del cub i la Trisecció de l'angle són conseqüència directa del fet de permetre la utilització de regles amb marques i neusis (vegeu Arquimedes' trisection).
Malgrat aquestes eines la quadratura del cercle és encara un problema irresoluble. Alguns polígons regulars com l'heptàgon és construïble; i John H. Conway dona construccions per alguns d'ells; però el polígon d'11 costats, l'endecàgon, encara és impossible, i molts d'altres. De fet hi ha infinits polígons regulars no construïbles.
Hi ha una descripció completa de tots els polígons regulars que es poden construir quan només es pot utilitzar una trisecció d'un angle. Aquesta descripció inclou tots els polígons regulars que es poden construir incloent els citats anteriorment: l'heptàgon regular, el triskaidecàgon (13-gon) i l'enneadecàgon (19-gon). Resta oberta la discussió de si hi ha infinits nombres primers p pels quals el polígon regular de p costats és construïble amb regle, compàs i trisector.

### Origami
La teoria matemàtica de l'origami (és a dir, plegar paper sense eines auxiliars) és més potent que la construcció amb regle i compàs. Aquesta teoria pot ser utilitzada per resoldre equacions cúbiques (i per tant equacions quàrtiques), cosa que implica la resolució de dos dels problemes clàssics. L'origami pot construir exactament el mateix conjunt de punts com el mètode ampliat de la construcció amb regle i compàs amb un regle marcat.

### Extensions de cossos
En termes abstractes, usant els potents mètodes de neusis, utilitzant un regle amb marques o les construccions amb origami, el camp dels nombres construïbles és una extensió a un subcòs major dels nombres complexos, que no tan sols conté l'arrel quadrada de qualsevol nombre sinó també l'arrel cúbica. Les fórmules aritmètiques per punts construïbles descrites més amunt tenen analogies amb aquest cos ampliat, on es poden incloure també arrels cúbiques a les fórmules aritmètiques. L'extensió del cos generada per qualsevol punt addicional construïble dins aquest cos major té com grau un múltiple d'una potència de dos i una potència de 3, i pot ser trencat en una torre d'extensions de grau 2 i 3.

## Recerca recent
Simon Plouffe ha escrit un article mostrant com un regle i compàs poden ser utilitzats com un senzill ordinador amb una inesperada potència per calcular les representacions binàries de certs nombres.